# The New Seekers
The New Seekers är en australisk/brittisk popgrupp baserad i England, bildad 1969 av Keith Potger, en av de forna medlemmarna i folkrock-gruppen The Seekers som hade upplösts året innan.
The New Seekers fick flera hits, som "Look What They've Done To My Song, Ma" (skriven av Melanie Safka) och "I'd Like to Teach the World to Sing", varav den senare blev deras största. Låten användes i en bioreklam för Coca Cola då det begav sig och det var en av de första "reklamlåtarna" som blev en stor hit. De fick också en hit med "Beg, Steal or Borrow" som var Storbritanniens bidrag i Eurovision Song Contest 1972 där de slutade på andra plats. På gruppens album fanns inte så mycket eget material.
Originalmedlemmar i gruppen var  Keith Potger, Laurie Heath, Chris Barrington, Marty Kristian, Eve Graham och Sally Graham.

## Diskografi (urval)
Studioalbum
- 1970 – The New Seekers
- 1970 – Keith Potger and the New Seekers
- 1971 – Beautiful People
- 1971 – New Colours
- 1972 – Circles
- 1973 – Come Softly To Me
- 1973 – Now
- 1973 – Look What They've Done To My Song, Ma
- 1974 – Farewell Album
- 1974 – Together
- 1976 – Together Again
- 1978 – Anthem - One Day In Every Week

Livealbum
- 1972 – Live at the Royal Albert Hall
- 2007 – Live

Samlingsalbum
- 1973 – The Best Of The New Seekers
- 1973 – In Perfect Harmony
- 1991 – The Greatest Hits  (Philips)
- 1993 – Gold
- 1993 – Collection
- 1998 – Greatest Hits  (Mercury)
- 2006 – Songbook 1970-74
- 2009 – It's Been Too Long – Greatest Hits and More

Singlar (topp 100 på UK Singles Chart)
- 1970 – "What Have They Done to My Song, Ma" (#44)
- 1971 – "Never Ending Song of Love" (#2)
- 1971 – "I'd Like to Teach the World to Sing" (#1)
- 1972 – "Beg, Steal or Borrow" (#2)
- 1972 – "Circles" (#4)
- 1972 – "Come Softly to Me" (#20)
- 1973 – "Pinball Wizard-See Me Feel Me" (#16)
- 1973 – "Nevertheless" (#34)
- 1973 – "Goodbye is Just Another Word" (#36)
- 1973 – "You Won't Find Another Fool Like Me" (#1)
- 1974 – "I Get a Little Sentimental Over You" (#5)
- 1976 – "It's So Nice (To Have You Home)" (#44)
- 1976 – "I Wanna Go Back" (#25)
- 1978 – "Anthem (One Day in Every Week)" (#21)